# Zwerg-Flügelrossfisch
Der Zwerg-Flügelrossfisch (Eurypegasus draconis), auch als Kleines Flügelross oder Kleiner Flügeldrache bezeichnet, ist eine Art aus der Familie der Flügelrossfische (Pegasidae) und im Roten Meer sowie im Indopazifik verbreitet.

## Merkmale
Der Zwerg-Flügelrossfisch wird sieben bis zehn Zentimeter lang. Er besitzt eine auffällige, lang ausgezogene und röhrenförmige Schnauze. Sein Körper ist rundlich, auf der Rückenseite mit höckerigen Erhebungen versehen und deutlich vom Schwanzflossenstiel abgesetzt. Er ist durch drei Paar dorsolaterale (an den Seiten des Rückens gelegene) und vier Paar ventrolaterale (an den Seiten des Bauchs gelegene) Knochenplatten gepanzert. Den Schwanzflossenstiel umgeben acht, in seltenen Fällen auch neun knöcherne Ringe. Der Rumpf ist unten konkav. Die am Bauch gelegenen Knochenkämme sind deutlicher ausgeprägt als die am Rücken gelegenen. Sie besitzen seitwärts gerichtete Zähnchen. Hinter den Augenhöhlen befinden sich tiefe Gruben. Die Augen sind von oben nicht sichtbar, wohl aber bei Untersicht. Die einzige Rückenflosse sitzt auf dem Schwanzflossenstiel und wird, wie auch die Afterflosse, von fünf weichen Flossenstrahlen gestützt. Der Flossenstachel und der erste Weichstrahl der Bauchflossen bilden ein tentakelartiges Organ. Die Brustflossen sind fächerförmig und blau oder weiß gesäumt. Die Farbe der Tiere ist in den meisten Fällen hell- bis dunkelbräunlich, auf der Bauchseite heller als auf der Rückenseite. Sie kann jedoch auch sehr stark variieren und in relativ kurzer Zeit dem jeweiligen Bodengrund angepasst werden. Die Wirbelzahl liegt bei 19 bis 22.
Bei den Männchen ist die Schnauze länger und der Rumpf schlanker als bei den Weibchen. Die Geschlechter unterscheiden sich farblich nicht.

## Verbreitung
Der Zwerg-Flügelrossfisch kommt bodennah in Tiefen von 3 bis 90 Metern (meist unterhalb von 35 Metern) im Roten Meer sowie im Indopazifik von der Küste Süd- und Ostafrikas bis nach Japan, Mikronesien, den Marquesas und Gesellschaftsinseln, südlich bis Australien und der Lord-Howe-Insel vor. Bei Hawaii wird er durch seine Schwesterart, Eurypegasus papilio ersetzt (vikariierende Arten).

## Lebensweise
Die Fische leben in Lagunen und Ästuarien auf Sand oder Schlickböden, meist in der Nähe von Algen- und Seegraswiesen. Sie ernähren sich opportunistisch von allerlei kleinen Wirbellosen, darunter sind vor allem Würmer und kleine Krebstiere. Ausgewachsene Tiere leben überwiegend paarweise. Sie häuten sich in regelmäßigen Abständen, indem sie ihre Haut in einem Stück abstreifen. Zwerg-Flügelrossfische laichen in der Dämmerung. Die Partner schwimmen vom Boden in das freie Wasser und geben ihre Gameten ab. Die Eier sind planktonisch.